# Eusebi Díaz-Morera Puig-Sureda
Eusebi Díaz-Morera Puig-Sureda   (Barcelona, 13 de juny de 1945) és un empresari català, conegut per haver estat president de Banca Catalana, del Túnel del Cadí i per haver fundat la societat d'inversions EDM, la segona gestora de fons independent d'Espanya.

## Trajectòria
Va estudiar econòmiques a l'IESE i va obtenir MBA el 1969. Més endavant va treballar a Caixa de Barcelona, fins que el juliol de 1982 va assumir la presidència de Banca Catalana. Des d'allà va denunciar possibles irregularitats de l'equip gestionat per Jordi Pujol i Soley, donant pas al Cas Banca Catalana, que afectaria la política catalana durant bona part dels anys 80. Posteriorment assumiria la presidència de Túnel del Cadí fins al 1989, quan fou cessat pel mateix Pujol. El mateix 1989 fundaria la societat d'inversions EDM, que el 2012 estava establerta a Irlanda. El 2015 fou nomenat conseller de la paperera Miquel i Costas & Miquel, on es va retrobar amb Jordi Mercader Miró, amb qui ja havia treballat a Banca Catalana. També forma part de la junta de Cementos Molins i ha sigut vicepresident del Cercle d'Economia. És casat i té tres filles.
És impulsor de la SICAV Unión Española de Inversiones, on comparteix inversions amb diverses famílies catalanes com els Rodés, els Ventós, els Figueras i els Suñol.